# 崔伟 (检察官)
崔伟（1951年—），山西翼城人，汉族，中华人民共和国检察官、政治人物，安徽省人民检察院检察长，中国共产党党员，第十一届全国人民代表大会安徽地区代表。

## 生平
毕业于西南政法学院民事诉讼法专业。2008年起担任全国人大代表。